# Campeonato Africano de Ginástica Artística de 2006 - Resultados femininos
Os resultados femininos do Campeonato Africano de Ginástica Artística de 2006 contaram com todas as seis provas.

## Resultados

### Individual geral
| Posição | Ginasta                  | Salto sobre a mesa. | Barras assimétricas. | Trave. | Solo.  | Total  |
| ------- | ------------------------ | ------------------- | -------------------- | ------ | ------ | ------ |
|         | RSA Rinette Whelpton     | 13,600              | 12,850               | 13,400 | 13,950 | 53,800 |
|         | RSA Candice Cronje       | 13,650              | 12,200               | 12,900 | 12,400 | 51,150 |
|         | RSA Chantel Swan         | 12,950              | 12,700               | 11,550 | 12,900 | 50,100 |
| 4       | NAM Ramona Beukes        | 11,850              | 11,100               | 12,450 | 11,950 | 47,350 |
| 5       | ALG Shahinez Kheloui     | 13,200              |                      | 12,050 | 11,850 | 37,100 |
| 6       | ALG Fatiha Aissaoui      | 13,050              | 3,900                | 11,200 | 4,200  | 32,350 |
| 7       | TUN Hamdi Monia          | 12,450              | 7,550                | 12,050 |        | 32,050 |
| 7       | TUN Ayari Amira          | 12,000              | 1,800                | 9,800  | 8,450  | 32,050 |
| 9       | ALG Imene Mayouf         | 13,100              | 3,400                |        | 9,750  | 26,250 |
| 10      | RSA Nadia Harris         | 12,650              |                      | 13,200 |        | 25,850 |
| 11      | SEN Aissatou Ndiaye Sarr | 10,550              |                      | 7,700  | 7,250  | 25,550 |
| 12      | RSA Natia van Heerden    |                     | 11,700               |        | 11,500 | 23,200 |
| 13      | ALG Hanifa Drissi        |                     | 10,200               | 11,750 |        | 21,950 |

| Pos. | Ginasta              | Pts    |
| ---- | -------------------- | ------ |
|      | RSA Candice Cronje   | 13,525 |
|      | ALG Fatiha Aissaoui  | 13,350 |
|      | RSA Rinette Whelpton | 13,125 |
| 4    | ALG Imene Mayouf     | 12,700 |
| 5    | NAM Ramona Beukes    | 11,900 |

| Pos. | Ginasta              | Pts    |
| ---- | -------------------- | ------ |
|      | RSA Rinette Whelpton | 12,900 |
|      | RSA Chantel Swan     | 12,750 |
|      | NAM Ramona Beukes    | 11,050 |
| 4    | ALG Hanifa Drissi    | 9,900  |

| Pos. | Ginasta              | Pts    |
| ---- | -------------------- | ------ |
|      | RSA Rinette Whelpton | 13,650 |
|      | RSA Nadia Harris     | 12,400 |
|      | ALG Shahinez Kheloui | 12,400 |
|      | NAM Ramona Beukes    | 12,400 |
| 5    | ALG Hanifa Drissi    | 12,000 |
| 6    | TUN Hamdi Monia      | 10,050 |
| 7    | TUN Ayari Amira      | 9,700  |

| Pos. | Ginasta                  | Pts    |
| ---- | ------------------------ | ------ |
|      | RSA Rinette Whelpton     | 13,450 |
|      | ALG Shahinez Kheloui     | 12,150 |
|      | RSA Chantel Swan         | 11,900 |
|      | NAM Ramona Beukes        | 11,900 |
| 5    | ALG Imene Mayouf         | 11,150 |
| 6    | TUN Ayari Amira          | 9,900  |
| 7    | SEN Aissatou Ndiaye Sarr | 7,250  |

### Equipes
Finais
| Posição | País          | Ginastas                                                                    | Total   |
| ------- | ------------- | --------------------------------------------------------------------------- | ------- |
|         | África do Sul | Rinette Whelpton Candice Cronje Chantel Swan Nadia Harris Natia van Heerden | 156,700 |
|         | Argélia       | Shahinez Kheloui Fatiha Aissaoui Imene Mayouf Hanifa Drissi Sophia Hocini   | 117,150 |
|         | Tunísia       | Hamdi Monia Ayari Amira Mattoussi Wafa                                      | 64,100  |